# Сосновский (Свердловская область)
Сосно́вский — посёлок в городском округе Богданович Свердловской области. Управляется Троицким сельским советом.

## География
Населённый пункт расположен в лесостепи на водоразделе рек Пышмы и Исети, при железнодорожной станции Сосновка, в 17 километрах на юг от административного центра округа — города Богдановича.
Ближайший населённый пункт: посёлок Луч (в 2,3 км на северо-запад).
Часовой пояс
Сосновский, как и вся Свердловская область, находится в часовой зоне МСК+2. Смещение применяемого времени относительно UTC составляет +5:00.

## Население
| 2002 | 2010 | 2021 |
| ---- | ---- | ---- |
| 15   | ↘14  | ↘4   |

Структура
По данным переписи 2002 года национальный состав следующий: русские — 100 %. По данным переписи 2010 года в посёлке было: мужчин — 7, женщин — 7.